# فرودگاه شهری گرین ریور
فرودگاه شهری گرین ریور (به انگلیسی: Green River Municipal Airport) یک فرودگاه همگانی بهره‌برداری هوایی با کد یاتا RVR است که یک باند فرود آسفالت دارد و طول باند آن ۱۷۰۷ متر است. این فرودگاه در شهر گرین ریور، یوتا کشور ایالات متحده آمریکا قرار دارد و در ارتفاع ۱۲۸۸ متری از سطح دریا واقع شده‌است.